# ティヴァト
ティヴァト（セルビア語:Тиват）は、モンテネグロのコトル湾沿岸にある町。

## 歴史
ティヴァトの名の起源は紀元前3世紀にまで遡る。その起源は、この地に居住したイリュリア人の部族の女王テウタに由来すると考えられるが、このほかにキリスト教の聖人・聖テオドロスに由来するとするものや、ケルト語で町を意味するToutoに由来するとする説もある。公式に名前が出てくるのは14世紀から15世紀になってからのことである。かつてはセルビア正教会の聖天使首ミハイル教会が市の中心部に位置していた。
ボカ地域に属するモンテネグロ最小の町、ティヴァトはヴルマツ山の麓の広大な高原に作られた都市である。コトルにある14世紀の古文書によれば、この都市はテウタの名前から名付けられたとされている。また、かつてこの地はネマニッチ家、バルシッチ家、ツルノイェヴィッチ家、ヴェネツィア共和国、フランス、オーストリア＝ハンガリー帝国等に支配された。
中世、この地やプルチャニ、ドブロタはコトルの貴族にとっては最も肥沃な土地とされた。そして、この地には大量の財産があり、城等も存在していた。この地で最も裕福だったのはブチャ家であり、美術館が現在でも所在する。
また、この地は1420年より1797年に至るまでヴェネツィア共和国によって支配されたアルバニア・ヴェネタの一部であった。
転機が訪れたのは19世紀後半の1889年であり、当時この地を治めていたオーストリア＝ハンガリー帝国がこの地に海軍の軍需工場を建設した時である。その後陸軍基地も出来、ユーゴスラビア社会主義連邦共和国によって陸軍の軍事基地として用いられ、現在でもモンテネグロ陸軍によって使用されている。海軍基地の方はロシアやリビア等によって装備の点検等のために利用されたが、その後、所有者はカナダ人のピーター・ムンクに代わり、彼がこの地を「アドリア海のモナコ」として再生させようとして、マリーナ「ポルト・モンテネグロ」を建設したため、現在では軍事基地とはなっておらず、港として使用されている。

## 地理
この地はヴルマツ山麓、ボカ地域の中心にある。市内のグルバリ渓谷にはティヴァト空港が所在し、ヘルツェグ・ノヴィ自治体に属するルシュティツァ半島の地峡もこの地に近い。
ティヴァト空港南部の湾岸には塩田があり、一帯には様々な塩生植物が生えており、オグロシギ、ダイシャクシギ、メジロガモ、コビトウなどの鳥類およびバルカンヘビガタトカゲ、アカウミガメ、Pelophylax shqipericusなどの動物が生息している。2013年にラムサール条約登録地となった。

## 住民
1991年：11,404人
- モンテネグロ人：3,809人（33.4%）
- クロアチア人：2,663人（23.35%）
- ユーゴスラビア人：2,346人（20.57%）
- セルビア人：1,724人（15.11%）
- ムスリム人：211人（1.92%）
- その他：485人（4.27%）

2004年：13,991人
- セルビア人：4,911人（35.1%）
- モンテネグロ人：4,126人（26.49%）
- クロアチア人：2,761人（19.73%）
- ムスリム人：165人（1.18%）
- アルバニア人：144人（1.03%）
- その他：470人（3.36%）
- 民族非公開：1,122（8.02%）
- 不明：216人（1.54%）

## 旅行
セルビア人旅行者にとって、この地はアドリア海航海旅行において経由地であり、人気も高い。また、マリーナやヨットクラブ等もこの地に存在する。ピーター・ムンクはこの地に造船所を作り、豪華客船の停泊所にした（モンテネグロ港）。また、ティヴァト空港にはゴルフ場が隣接している。それ以外にもこの地にはスヴェティ・マルコ島等の観光地も存在している。また、船旅において休憩所ともなっている。

## 交通
この地にはアドリア海沿岸道路が通っており、ブドヴァやストモレ等へと行く事が出来る。その他にも、モンテネグロ港からの船やティヴァト空港からの飛行機等の交通機関が存在する。

## 姉妹都市
- イタリア、チヴィタヴェッキア
- セルビア、スレムスキ・カルロヴツィ
- ロシア、アレクシン